# Бистрица Горња
Бистрица Горња је насељено мјесто у граду Зеници, Босна и Херцеговина.

## Становништво
|         | 2013.      | 1991.        | 1981.        | 1971.        |
| Укупно  | 8 (100,0%) | 98 (100,0%)  | 118 (100,0%) | 167 (100,0%) |
| Бошњаци | 8 (100,0%) | 17 (17,35%)1 | –            | –            |
| Срби    | –          | 80 (81,63%)  | 118 (100,0%) | 167 (100,0%) |
| Хрвати  | –          | 1 (1,020%)   | –            | –            |

1. 1 На пописима од 1971. до 1991. Бошњаци су пописивани углавном као Муслимани.